# 高廉欽道
高廉欽道，清朝時廣東的行政區劃。光緒十四年高廉道增轄欽州直隸州，移治廉州府，改名高廉欽道。